# Округ Харлан, САД
Округ Харлан, САД је амерички документарни филм из 1976. године, документација штрајка у Бруксајду, рударског штрајка усмереног против рударксе компаније Duke Power Company која је у власништву Eastover Coal Company's Brookside Mine and Prep Plant у Округу Харлан у Кентакију, 1973. године. Филм је добио Оскара за најбољи документарни филм на 49. Додели Оскара.
У режији и продукцији Барбаре Копл која је дуго била заговорница права радника, Округ Харлан, САД, мање је амбивалентан у свом ставу према синдикатима него њен каснији Амерички Сан, на рачун штрајка Hormel Foods у Остину (Минесота), 1985. - 1986.

## Прича
Копл је у почетку намеравала да сними филм о Кензију, Рударима за Демократију и покушају да се уклони Тони Бојл. Када су рудари у руднику Бруксајд у округу Харлан, Кентаки започели штрајк у јуну 1973, Копл је отишла тамо да сними штрајк против Duke Power Company, који је УМВА помогла у организовању. Штрајк се показао занимљивијом темом, па је Копл пребацилa фокус свог филма на њега.
У почетку, нико из округа Харлан није знао шта Копл ради када се појавила на месту догађаја. Кружиле су гласине да нека „хипи екипа из Њујорка“ њушка око штрајка. На чијој су страни били? Копл је убрзо питала једног од штајкача "Зашто говорите људима да не разговарају са мном?" "Девојко", речено јој је, "мораш да кажеш људима шта радиш овде."
Копл и њена екипа провели су године са породицама приказаним у филму, документујући потешкоће у којима су се нашли док су штрајковали за сигурније радне услове, поштене радне праксе и пристојне плате; пратили су њихов излазак испред берзе у Њујорку, снимали интервјуе са људима погођеним црном плућном болешћу, чак су снимили и пуцњаву на рударе док штрајкују.
Најзначајнија тачка неслагања у штрајку округа Харлан била је инсистирање компаније на укључивању клаузуле о забрани штрајка у уговор. Рудари су били забринути да би прихватање такве одредбе у споразуму ограничило њихов утицај на остале радне услове. Ова тачка била је спорна и неколико година након штрајка, када је УМВА склопила споразум, који је ова група радника на крају добила, у глобални уговор.
Уместо да користи нарацију да исприча причу, Копл је одлучила да речи и поступци ових људи говоре сами за себе. На пример, када су се људи задужени за прекид штрајка и остали ангажовани од стране компаније појавили на почетку филма- штрајкачи их називају "разбојници" - људи компаније покушавају да држе пушке скривене од камере. Како се штрајк одужио скоро на годину дана, обе стране почињу отворено да показују своје оружје. Копл је сматрала да је важно наставити снимање (или се претварати, кад су били без траке за снимање), јер су њихово присуство и подршка заправо спречавали да дође до насиља.
Копл такође преноси статистику о компанијама и радницима како би подржала штрајкаче, попут чињенице да је профит Duke Power Company у једној години порастао за 170 одсто. У међувремену, рудари у штрајку, од којих многи живе у неповољним условима без основних комуналија као што је текућа вода, добили су повећање плате од 4%, упркос процењеном повећању трошкова живота за 7% за исту годину.
Џозеф Јаблонски био је страствени, популистички представник синдиката којег су волели многи рудари. Јаблонски је изазвао Тонија Бојла за председавање УМВА 1969. године, али је изгубио на изборима који су се широко сматрали корумпираним. Касније те године Јаблонски и његова породица пронађени су убијени у њиховој кући. Тони Бојл приказан је на почетку филма доброг здравља. Касније су виђен крхк, болестан и како га у инвалидским колицима носе на степенице суда где се суочава са пресудом да је дао 20.000 долара другом члану извшног савета синдиката да унајми убице.
Након скоро читаву годину трајања штрајка, рудар по имену Лоренс Џонс смртно је упуцан током свађе. Џонс је био вољен, млад и имао је 16-годишњу жену и дете. У документарцу се може видети како се његова мајка руши током сахране, вришти од агоније и како је мушкарци односе са стране. Овај тренутак, више него било који други, коначно приморава штрајкаче и управу да дођу до преговарачког стола.
Централна фигура у документарцу је Луис Скот која игра главну улогу у галванизацији заједнице у подршци штрајку. Виђена је неколико пута како јавно кажњава оне за које сматра да су изостали са линије борбе. У једном призору, Скот извлачи пиштољ из грудњака. Промоћна режисерка Ен Левис упоређује Скот са активистима за ослобађање жена у филму Стварање округа Харлан, САД, у посебном издању Criterion Collection 2004 године.
У интервјуу за Variety, Копл су питали да ли је била у опасности док је радила на Округу Харлан, САД. Она открива да је главни штрајкбрејкер, Басил Колинс, желео ангажовати некога да је упуца; али да су запрево најопаснија била насилна дела власника рудника над рударима. Власници рудника би ангажовали локалне затворенике да туку људе, пуцају у њихове куће. Људи су морали да облажу своје зидове мадрацима."

## Интервјуи
- Норман Јарбороух - председник Eastover Mining
- Хаустон Елмор - организатор УМВ-а
- Фил Спаркс - особље УМВ
- Џон Коркорејн - председник Consolidation Coal
- Џон О'Лори - бивши директор Bureau of Mines
- Доналд Расмусен - Black Lung Clinic, WV
- Др. Халви Велс Јр.
- Том Вилијамс - Боилов сарадник
- Хари Патрик - секретар и благајник УМВ-а
- Вилијам Е. Сајмон - амерички министар финансија

## Одзив

### Критички одговор
Када је филм поново објављен, критичар Роџер Еберт похвалио га је, написавши "Филм задржава сву своју снагу, у причи о штрајку рудара у Кентукију где је компанија користила наоружане силеџије за пратњу штрајкача у рудницима и најефикаснији представници биле су супруге рудара - тихе, неумољиве, храбре. Садржи чувену сцену где пуцају на штрајкаче у мраку пре зоре, а Копл и њен сниматељ су срушени и претучени."
Филмском критичару Денису Шварцу допао се документарни филм, али је веровао да пружа само једно становиште. Написао је "Један од бољих и романтичнијих филмова о штрајку радничке класе који скреће пажњу на класни рат у Америци, мада он не нуди довољно анализе или равнотеже по питањима (борбу види искључиво кроз очи рудара)... Филм чини добар посао хронирајући стање рудара и причајући њихове личне приче на дирљив начин, а смислене упечатљиве песме доприносе емоционалном утицају историјског догађаја. Стихови народне песме Хазел Дикенс -а "United we stand, divided we fall " и песме Флоренс Рис за "Which Side Are You On?" дају пуну арому рударског расположења и синдикалног жара који је обликовао рударску заједницу у црним планинама Апалечија."
Џери Џонсон, један од упечатљивих рудара Истовера, крајњи закључак штрајка приписује присуству Копл и њене филмске екипе: "Камере су вероватно спречиле много пуцњаве. Мислим да штрајк не бисмо добили без екипе филма. Да екипа филма није наклоњена нашем случају, изгубили бисмо се. Хвала Богу за њих; хвала Богу што су на нашој страни."

### Музика
Музика која се користи у Округу Харлан, САД била је веома важна. Музика је одражавала културу становника округа Харлан и демонстрирала је публици значај народне музике. Њихове приче често су испричане кроз песме.
Музика која се користила у филму:
- "Dark as a Dungeon", написала Мерле Травис, а отпевао Дејвид Морис
- "Forty-Two Years", написао и отпевао Нимрод Воркман, а инструментални Кени Косек
- "Come All You Coal Miners", коју је написала и отпевала Сара Гунингс
- "Mannington", аутор Хазел Дикенс, отпевао Дејвид Морис
- "Black Lung", коју је написала и отпевала Хазел Дикенс
- "Cold Blooded Murder", написала и отпевала Хазел Дикенс
- "Miners Life", традиционални, инструментални бенд изводио је бенд Дејвид Морис
- "Which Side Are You On", написала и отпевала Флоренс Реце (као Флоренце Реесе), додатне текстове Џошуа Валецки (као Џош Валецки)
- "This Little Light of Mine", написао Хари Дајко Лоес (некредитирано), отпевао Бил Вортингтон
- "Coal Tattoo", додатне текстове и отпевао Дејвид Морис
- "Trouble Among Yearlings", инструменталне улоге Каунтри Кукин
- "Lone Prairie", Роко Холомб и Ваде Вард
- "They Can Never Keep Us Down", написао и отпевао Хазел Дикенс, у пратњи Ламар Гриер, Џон Катаракис, Џон Отсука и Гари Хендерсон

### Награде
Победа
- Academy Awards: Academy Award for Best Documentary Feature (Oscar), најбољи документарац, игране слике, Барбара Копл, 1976.
- Удружење филмских критичара из Лос Анђелеса : Специјална награда, Барбара Коппле, 1977
- Удружење филмских критичара Белгије : Гранд Прик, Барбара Коппле, 1979

### Остале разлике
- 1990. године филм је изабран за чување у Националном регистру филмова Сједињених Држава од Конгресне библиотеке као "културолошки, историјски или естетски значајан".[9]
- У 2014. години Sight and Sound је објавио листу њених највећих документараца свих времена, а округ Харлан, САД, на 24. месту, везан за два друга филма.[10][11]

## Bиди joш
- Рат округа Харлан
- Историја рада